# Teemu Raimoranta
Teemu "Somnium" Raimoranta (ur. 19 maja 1977, zm. 16 marca 2003 w Helsinkach) – założyciel i gitarzysta zespołu Finntroll. Na gitarze grał również w zespołach Impaled Nazarene (2000-2003) oraz Thy Serpent (1995-1996).  
Okoliczności śmierci Teemu Raimoranta nie zostały do końca wyjaśnione. Według przyjętej wersji zginął przypadkowo, będąc pod wpływem alkoholu spadł z mostu w Helsinkach. Jego znajomi jednak twierdzili, że skoczył z mostu, ponieważ chciał popełnić samobójstwo.